# Федерико Фасио
Федерико Фасио (на испански: Federico Fazio) е аржентински футболист от италиански произход, защитник, който играе за Рома.

## Кариера

### Севиля
Фасио започва кариерата си в Примера Б Насионал с Феро Карил Оесте през 2005 г. На следващата година е купен от испанския клуб Севиля в края на януари 2007 г. и прекарва по-голямата част от оставащия сезон с резервите, на които той помага за постигането на промоция в Сегунда дивисион.
През сезон 2007/08 Фасио е регистриран и за основния отбор на Севиля. Въпреки това, поради отсъствието на Хави Наваро и Жулиен Ескуде, той играе важна част от отбора, който достига до последната квалификация за Купата на УЕФА. Първият му мач с главния отбор е на 25 август 2007 г. в откриването на сезона, 4:1 победа срещу Хетафе в Ла лига.
На 7 май 2008 г. Фасио вкарва първия си гол за Севиля при победата с 3:0 срещу Расинг Сантандер.
През втората си година, Севиля завършва на 3-то място, но Фасио играе малко. Често е контузен и през следващия сезон, играейки само 10 мача. Андалусците завършват на 4-то място, също печелят Купата на краля, но той не играе във финала.
Все още с травми през 2010/11, Фасио изиграва 19 мача, като Севиля се класира на 5-о място и в Лига Европа.

### Тотнъм
На 26 август 2014 г. Фасио подписва с Тотнъм срещу 8 милиона лири с 4-годишен договор. На 18 октомври той стартира във Висшата лига срещу Манчестър Сити, но получава червен картон за фаулиране на Серхио Агуеро, при евентуалната загуба с 1:4. На 6 ноември отново, след като предизвиква дузпа с фал на Джеронимо Баралес при победата като гост с 2:1 над Астерас Триполис в груповата фаза на Лига Европа.
На 31 януари 2016 г., след само един мач през първата част на сезона, Фасио се завръща в Севиля с петмесечен наем. Той е изгонен след само 24 минути игра в дебюта си за две обикновени нарушения, при равенството 1:1 със Селта Виго. Решението му играе с номер 16 е скандално, тъй като преди това е само за юноши на отбора номера, който носи Антонио Пуерта, когато умира докато играе за отбора през 2007 г.

### Рома
На 3 август 2016 г. Фасио преминава под наем в Рома, а италианците имат възможност да направят сделката постоянна в края на кампанията за 3,2 милиона евро. Той дебютира в Серия А 17 дни по-късно, играейки 10 минути в домакинската победа с 4:0 срещу Удинезе.

## Национален отбор
Фасио е неразделна част от отбора на Аржентина до 20 години, който печели Световното първенство по футбол за младежи през 2007 г. На следващата година, той играе за олимпийския отбор, който печели злато на Летните олимпийски игри в Пекин: той играе два пъти в турнира, като заменя Николас Пареха и Езекиел Гарай.
Фасио дебютира за Аржентина на 1 юни 2011 г., като се появява като резерва в приятелска среща 1:4 от Нигерия. Той вкарва първия си гол за страната си в друга контролна среща, победа 6:0 срещу Сингапур на 13 юни 2017 г.
Фасио е избран от треньора Хорхе Сампаоли за Световното първенство по футбол 2018 в Русия. Дебютира в турнира на 30 юни 2018 г., като в 46-а минута заменя Маркос Рохо при 3:4 срещу Франция.

## Отличия

### Отборни
Севиля Атлетико
- Сегунда дивисион: 2006/07

Севиля
- Купа на краля: 2009–10
- Суперкопа де Еспаня: 2007
- Лига Европа: 2013/14,[19] 2015/16

### Международни
Аржентина до 20 г.
- Световно първенство по футбол за младежи: 2007
- Летни олимпийски игри: 2008